# Championnat de Bosnie-Herzégovine de football de deuxième division
Le championnat de Bosnie-Herzégovine de football D2 est une compétition annuelle de football disputée entre les clubs de la fédération de Bosnie-et-Herzégovine et de la république serbe de Bosnie. Compte tenu de la situation du pays, trois championnats avaient été créés en 1995 (Bosniens, Croates et Serbes) puis les deux premiers ont fusionné en 2000. Les champions de chaque zone accèdent à la première division.

## Palmarès

### Partie serbe (Прва лига Републике Српске)

#### 1995-2002: Un championnat indépendant
Créé en 1995, le championnat des Serbes organise le football dans cette république. Elle est considérée comme une première division jusqu'en 2002.
| Saison  | Champion         | Finaliste         | Meilleur buteur                  | Club                             | Buts |
| ------- | ---------------- | ----------------- | -------------------------------- | -------------------------------- | ---- |
| 1995/96 | Boksit Milići    | Rudar Prijedor    | Siniša Đurić Zoran Majstorović   | Kozara Gradiška Boksit Milići    | 16   |
| 1996/97 | Rudar Ugljevik   | Sloga Trn         | Mladen Zgonjanin Marić           | Sloga Trn Glasinac Sokolac       | 14   |
| 1997/98 | Rudar Ugljevik   | Borac Banja Luka  | Nikola Bala                      | Rudar Ugljevik                   | 31   |
| 1998/99 | Radnik Bijeljina | Rudar Ugljevik    | Mladen Zgonjanin                 | Sloga Trn                        | 23   |
| 1999/00 | Boksit Milići    | Rudar Ugljevik    | Nedo Zdjelar                     | Sloboda Novi Grad                | 29   |
| 2000/01 | Borac Banja Luka | Sloboda Novi Grad | Milanko Đerić                    | Boksit Milići                    | 26   |
| 2001/02 | Leotar Trebinje  | Kozara Gradiška   | Pavle Delibašić Siniša Jovanović | Leotar Trebinje Glasinac Sokolac | 21   |

#### Depuis 2002: Un championnat intégré à la Bosnie-Herzégovine

Carte de la république serbe de Bosnie.

Dès 2002, ce championnat constitue une deuxième division et le champion de la zone serbe accède à la première division bosnienne.
- 2002/03 : Modriča Maxima
- 2003/04 : Slavija Sarajevo
- 2004/05 : Radnik Bijeljina
- 2005/06 : Borac Banja Luka
- 2006/07 : Laktaši
- 2007/08 : Borac Banja Luka
- 2008/09 : Rudar Prijedor
- 2009/10 : Drina Zvornik
- 2010/11 : Kozara Gradiška
- 2011/12 : Radnik Bijeljina
- 2012/13 : Mladost Velika Obarska
- 2013/14 : Drina Zvornik
- 2014/15 : Rudar Prijedor
- 2015/16 : Krupa
- 2016/17 : Borac Banja Luka
- 2017/18 : FK Zvijezda 09
- 2018/19 : Borac Banja Luka
- 2019/20 : Krupa
- 2020/21 : Rudar Prijedor
- 2021/22 : Krupa
- 2022/23 : Krupa

### Partie bosnienne (Prva liga Federacije Bosne i Hercegovine)

#### Championnat des Croates (Herceg-Bosna, 1993-2000)
- 1993–94 : Mladost-Dubint Široki Brijeg[1]
- 1994–95 : Mladost-Dubint Široki Brijeg
- 1995–96 : Mladost Široki Brijeg
- 1996–97 : Široki Brijeg
- 1997–98 : Široki Brijeg
- 1998–99 : Posušje
- 1999–00 : Posušje

#### Championnat des Bosniens (Bosnia, 1995-2000)
- 1995–96 : Bosna Visoko (Nord), Radnik (Sud)
- 1996–97 : Drina (Nord), Olimpik (Sud)
- 1997–98 : Budućnost (Nord), Iskra (Centre), Vrbanjuša (Sud)
- 1998–99 : Krajina
- 1999–00 : Travnik

#### Championnat unique (2000-)

Carte de la fédération de Bosnie-et-Herzégovine

- 2000–01 :  HNK Grude
- 2001–02 : NK Žepče
- 2002–03 : NK Travnik
- 2003–04 : FK Budućnost Banovići
- 2004–05 : NK Jedinstvo Bihać
- 2005–06 : FK Velež Mostar
- 2006–07 : NK Travnik
- 2007–08 : NK Zvijezda Gradačac
- 2008–09 : FK Olimpik Sarajevo
- 2009–10 : FK Budućnost Banovići
- 2010–11 : NK GOŠK Gabela
- 2011–12 : NK Gradina Srebrenik
- 2012–13 : NK Vitez
- 2013–14 : FK Sloboda Tuzla
- 2014–15 : FK Mladost Doboj Kakanj
- 2015–16 : NK Metalleghe-BSI
- 2016–17 : GOŠK Gabela
- 2017–18 : FK Tuzla City
- 2018–19 : FK Velež Mostar
- 2019–20 : FK Olimpik Sarajevo
- 2020–21 : NK Posušje
- 2021-22 : FK Igman Konjic
- 2022-23 : NK GOŠK Gabela